# Camee

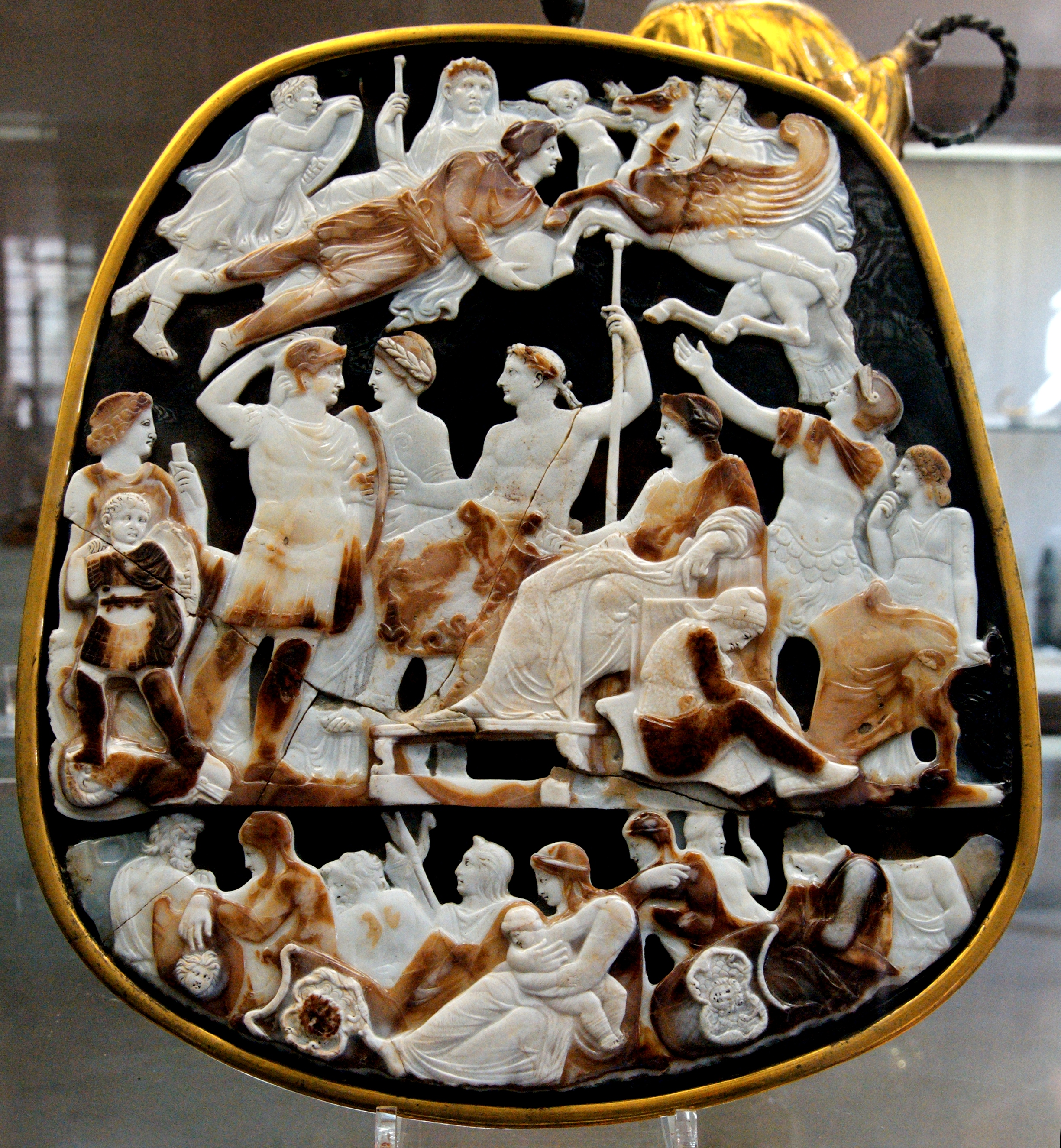
Grand Camée de France

Een camee (< Frans: camée (18e eeuw) < Italiaans: cam(m)eo (13e eeuw) < middeleeuws Latijn: cammæus) is de benaming voor een graveertechniek van edelstenen, waarbij de bovenlaag deels wordt weggeslepen tot aan de ondergrond, en bewerkt om de voorstelling in reliëf te doen uitkomen (d.w.z. het tegenovergestelde van intaglio). De term wordt echter ook gebruikt voor de in reliëf gesneden veelkleurige steen zelf. Een tweekleurige camee heet ook wel camaïeu. Zie ook: gem. Een zeldzamer techniek die in Saint-Nectaire (Auvergne) nog wordt toegepast is het gedurende lange tijd plaatsen van mallen in een druipsteengrot.
Cameeën worden vaak als halssieraad of in een ring vervaardigd. Een fraaie camee is gevonden in Tienen. De beroemdste en grootste camee ter wereld is echter de zogenaamde Grand Camée de France die zich in de Bibliothèque nationale de France bevindt. Een andere beroemde camee is de zogenaamde Gemma Augustea die zich in het Kunsthistorisches Museum van Wenen bevindt.

## Antieke bronnen
- Gaius Plinius Secundus maior, Naturalis Historia XXXVII.

## Verder lezen
- G. Dembski, Römerzeitliche Gemmen und Kameen aus Carnuntum, Wenen, 1969.
- G. Dembski, Die antiken Gemmen und Kameen aus Carnuntum, Wenen, 2005.
- R. Fellmann Brogli, Gemmen und Kameen mit ländlichen Kultszenen, Frankfurt am Main, 1996.
- W.-R. Megow, Kameen von Augustus bis Alexander Severus, Berlijn, 1987.
- H. Möbius, Zweck und Typen der römischen Kaiserkameen, in ANRW II 12.3 (1985), pp. 32-88.